# Cortodera kochi
Cortodera kochi är en skalbaggsart som beskrevs av Maurice Pic 1935. Cortodera kochi ingår i släktet Cortodera och familjen långhorningar.
Artens utbredningsområde är Israel. Inga underarter finns listade i Catalogue of Life.